# Lotus 76
A Lotus 76 egy Formula–1-es versenyautó, amelyet a Team Lotus tervezett és versenyeztetett az 1974-es Formula–1 világbajnokság során. Két pilótája Ronnie Peterson és Jacky Ickx voltak, valamint egy futam erejéig Tim Schenken.

## Áttekintés
A Lotus 72 továbbfejlesztett változataként készült el: jobb volt az aerodinamika, könnyebb a kasztni, nagyobb a tengelytáv, a monocoque pedig keskenyebb és alacsonyabb volt. Jellegzetessége volt a dupla hátsó szárny, amely a tapadást és a kezelhetőséget volt hivatott segíteni. A félautomata sebességváltók elődjeként elektronikusan működtetett kuplungot kapott, ahol a kuplung vezérlését a sebességváltó karba építették. A kívülről is karcsú és szemrevaló Lotus 76-os modell technológiailag is előremutató volt, a fejlesztést pedig a főszponzor John Player Special finanszírozta, ezért a kasztni ismeretes még John Player Special Mk I néven is.
Peterson és Ickx tesztelték is az autót, de nem voltak megelégedve vele. Főleg a kuplungra panaszkodtak, és hiába változtattak a beállításain, az se segített. Gondot okozott még a motor elhelyezkedése és az ebből kifolyólag keletkező stabilitási problémák.

## Versenyben
Mindössze az 1974-es idény harmadik futamán, Dél-Afrikában vetették be először., ami rémesen sikerült. Mindkét versenyző a mezőny hátsó felébe kvalifikált, majd össze is ütköztek, ami miatt kiestek. A spanyol nagydíj ígéretesebb volt, mert Peterson vezette is a futamot, ám motorproblémák miatt ki kellett állnia. Ickx esetében a fékek adták meg magukat. Belgiumban üzemanyagszivárgás és motortúlmelegedés miatt újabb kettős kiesést könyvelhettek el, ezért mindkét pilóta úgy döntött, hogy inkább visszaülnek a Lotus 72-esbe.
Colin Chapman ez idő alatt elkészíttette a B-specifikációjú kasztnit, nagyobb oldaldobozokkal és jobb hűtéssel. Az új autót a német nagydíjon vezethette Peterson, és ő negyedik lett vele. A következő két versenyre Icky kapta meg, de ő mindkétszer kiesett: egyszer baleset miat, egyszer a gázpedál hibája miatt.
Az utolsó, amerikai nagydíjra három autóval nevezett a Lotus, és ezek közül már csak egyetlen 76-os volt, amit Tim Schenken vezetett. Az ausztrál versenyző nem tudott kvalifikálni vele a versenyre, mégis elindult a nagydíjon, amiről ezért kizárták.
Peterson indult még az autóval a bajnoki küzdelmekbe bele nem számító 1974-es BRDC Nemzetközi Kupán, amit Silverstone-ban rendzetek meg, azonban itt is kiesett.
A csapat végül elfogadta, hogy az egész 76-os modell alapjaiban lett félretervezve, ezért a következő évben továbbra is a 72-es modellt használták.

## Eredmények
(félkövérrel jelölve a pole pozíció, dőlt betűvel a leggyorsabb kör)
| Év   | Csapat                 | Motor             | Gumik | Pilóták         | 1   | 2   | 3   | 4   | 5   | 6   | 7   | 8   | 9   | 10  | 11  | 12  | 13  | 14  | 15  | Pontok | Helyezés |
| ---- | ---------------------- | ----------------- | ----- | --------------- | --- | --- | --- | --- | --- | --- | --- | --- | --- | --- | --- | --- | --- | --- | --- | ------ | -------- |
| 1974 | John Player Team Lotus | Ford-Cosworth DFV | G     |                 | ARG | BRA | RSA | ESP | BEL | MON | SWE | NED | FRA | GBR | GER | AUT | ITA | CAN | USA | 42*    | 4t.      |
| 1974 | John Player Team Lotus | Ford-Cosworth DFV | G     | Ronnie Peterson |     |     | KI  | KI  | KI  |     |     |     |     |     | 4   |     |     |     |     | 42*    | 4t.      |
| 1974 | John Player Team Lotus | Ford-Cosworth DFV | G     | Jacky Ickx      |     |     | KI  | KI  | KI  |     |     |     |     |     |     | KI  | KI  |     |     | 42*    | 4t.      |
| 1974 | John Player Team Lotus | Ford-Cosworth DFV | G     | Tim Schenken    |     |     |     |     |     |     |     |     |     |     |     |     |     |     | KIZ | 42*    | 4t.      |

* 39 pontot a Lotus 72-essel szereztek